# ウィレム・メンゲルベルク

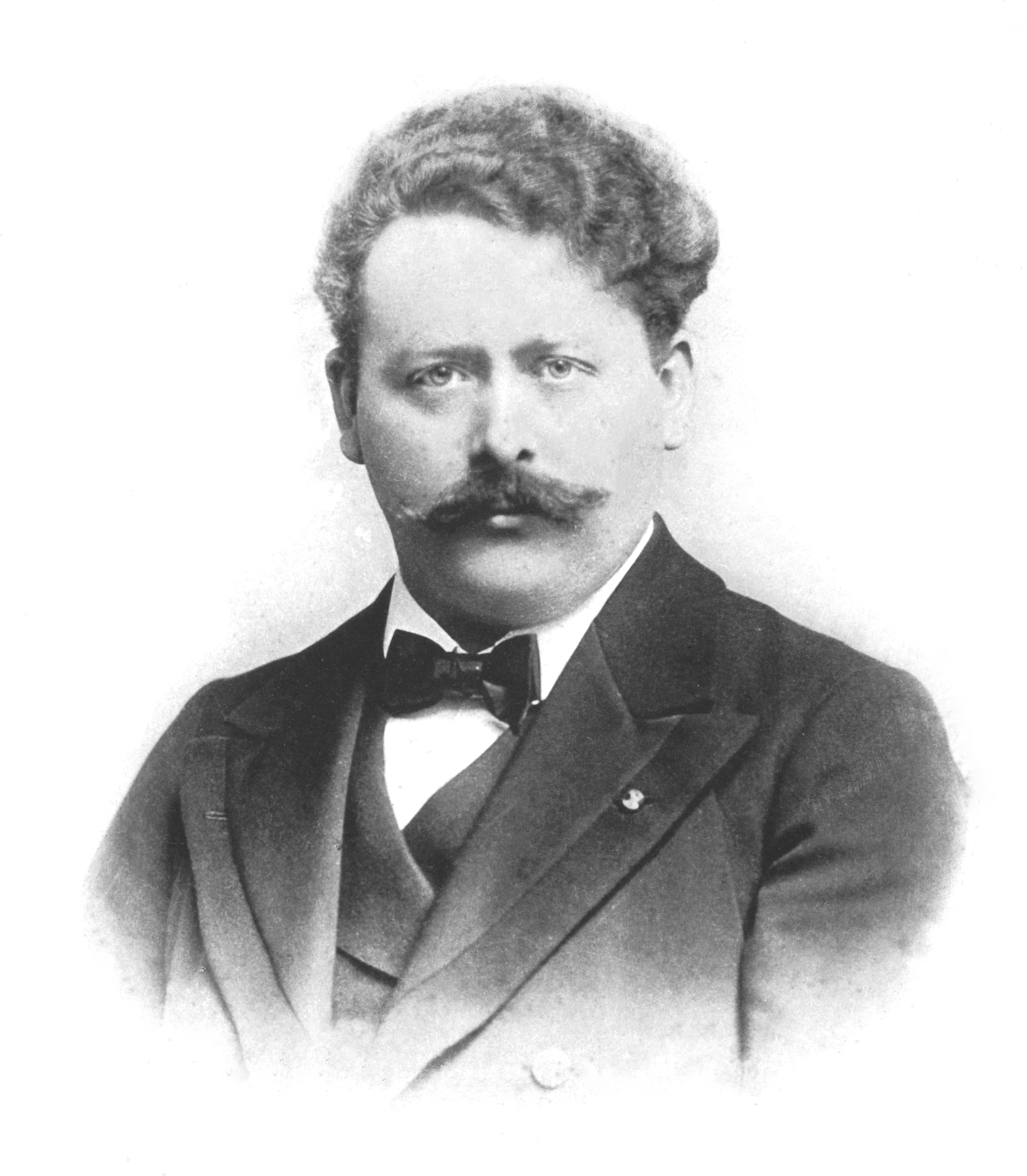
ウイレム･メンゲルベルク（1905年）

ヨーゼフ・ウィレム・メンゲルベルク [ヨーゼフ・ヴィレム・メンゲルベルフ]（Joseph Willem Mengelberg, 1871年3月28日 - 1951年3月22日）は、オランダの指揮者。フランツ・ヴュルナーの弟子であるため、ベートーヴェン直系の曾孫弟子にあたり、ベートーヴェン解釈には一目を置かれた。
甥にルドルフ・メンゲルベルク（音楽学者）とカレル・メンゲルベルク（作曲家）、カレルの息子にジャズ・ピアニストのミシャ・メンゲルベルクがいる。

## 生涯
幼少期から音楽的才能を見せ、8歳の時に作曲した合唱曲などはCD化されている（オランダ国内盤のみ。廃盤）。メンゲルベルクは美声に恵まれ、幼少期から父（ブランデンブルク門の彫刻を担当）の彫刻工房の職人たちをまとめて教会音楽を中心とした合唱指揮などを行っていた。また、ケルンでの学生時代は、ヴァイオリン・管楽器などオーケストラの楽器を広く演奏することができた。このため周りの学生からの信任も厚く、声楽家の友人の伴奏を頻繁に手伝うなど、音楽家として見識を広げた。肩を壊してヴァイオリン演奏を医師に止められたため、以後ヴァイオリンを自ら演奏することはなかったが、奏法自体は熟知しており、こうしたことがオーケストラ・トレーニングに役立った。
1895年に24歳でアムステルダム・コンセルトヘボウ管弦楽団の首席指揮者として採用される。この際バッハの宗教曲を演奏する必要性を強く説き、特に『マタイ受難曲』の演奏に特別の意思を示した。このため、自ら合唱団を組織することを条件として提示し、コンセルトヘボウ管弦楽団の首席指揮者を引き受けている。自らオーディションして組織したトーンクンスト合唱団は1939年録音の『マタイ受難曲』などで実際に聴くことができる。その後、常任指揮者に就任した彼は、徹底した訓練で一流のアンサンブルを育て上げ、世界的な名声を得た。1922年から1930年の間は、自らオーディションして5つのオーケストラを統合再編したニューヨーク・フィルハーモニックの首席指揮者も兼任した。
国際的に精力的な仕事をこなしていたが、自身の健康状態は若い頃から優れず、特に呼吸器系が弱かった。このため、しばしばスイスの山荘で余暇を過ごして体調管理に努めたが、体調不良による演奏会のキャンセルも多かった。
国内での人気投票でウィルヘルミナ女王を抜いて1位になるなど、オーケストラの指揮者としては異例の人気振りだったが、こうしたことが裏目に出て、女王とは折り合いが悪かった。第二次世界大戦中の1940年、ドイツ軍がオランダを占領（オランダにおける戦い）すると、その点をついたゲッベルスやザイス＝インクヴァルト（オランダ総督）に「真のオランダの象徴」として担がれ、指揮活動を継続した（イギリスに亡命した女王は「祖国の裏切り者」として喧伝された。また、メンゲルベルクはゲッベルスの招きでベルリン・フィルハーモニー管弦楽団に客演している）。このことから、戦後は戦犯としてコンセルトヘボウを追われ、楽壇から追放された。その後はスイスのグラウビュンデン州の山荘に隠棲、その後減刑され、1952年度からの音楽活動再開が決まるが、その直前に死去した。
晩年は不遇のうちに没したメンゲルベルクだが、オランダ人芸術家としては現在も高く評価されている。

## 音楽
メンゲルベルクはバッハなどのバロック音楽から古典派、さらに近代音楽にいたるまで幅広いレパートリーを持ち、綿密な作品研究にもとづく後期ロマン派風の濃密な解釈、力強く熱情的な演奏は広く賞賛された。また、作曲家のグスタフ・マーラーやリヒャルト・シュトラウスからも厚い信頼と高評価を受けており、作品の献呈を受けるなどしている。
1920年代から多数のレコーディングを行い、さらにコンセルトヘボウ大ホールでの当時としては珍しいライヴ録音が、かなり良好な状態で残されている（これらは放送局によってガラス盤に塗られたアセテートの上に記録された）。とりわけ、バッハの「マタイ受難曲」、チャイコフスキーの交響曲第6番『悲愴』、R・シュトラウスの交響詩『英雄の生涯』（メンゲルベルクとコンセルトヘボウ管弦楽団が献呈を受けた作品である）、『ドン・ファン』、マーラーの交響曲第4番などの録音は歴史的な価値も含めて高く評価されている。
ポルタメント奏法や強いアゴーギクに代表されるロマンティックな独特な個性で良く知られる。
また、メンゲルベルクはスコアを徹底的に分析した上で指揮を行っており、これは今も数多く残されているメンゲルベルクが多くの注意書きを記入したスコアからも窺うことが出来る。マーラーは自作の楽曲の理解に関して、弟子のワルターより高く評価しており、自分よりもうまいと舌を巻いたほどであった。このため、第5および第8交響曲はメンゲルベルクに献呈している。R・シュトラウスは、『ツァラトゥストラ』がメンゲルベルクのおかげで聴衆に理解されるようになったことにひときわ感謝し、後に『英雄の生涯』を献呈した。グリーグがメンゲルベルクの指揮するチャイコフスキーの『悲愴』を客席で聴いて感激し、聴衆に「この若い指揮者を誇りとすべきだ」と演説したり、地元の新聞も「心理学的奇蹟」と絶賛したことは特に有名である。またチャイコフスキーの弟が、メンゲルベルクの演奏するチャイコフスキーの第5交響曲を聞き「兄がピアノで弾いていた演奏とそっくり」と感激し、自筆スコアを献呈したという話などがある。
新作の初演を数多く手がけたことでも知られ、演奏した作曲家は延べにして300人に達すると記録されている。特に、自国オランダの作曲家を良く支援した。中でも、もともと文学者だったディーペンブロックに音楽の才能を見出し、自ら指導して作曲家に大成させた例は有名である。初演が録音で残っているものとしては、バルトークのヴァイオリン協奏曲第2番（独奏：セーケイ・ゾルターン）、プフィッツナーのチェロ協奏曲第1番（独奏：ガスパール・カサド）、ヒンデミットのヴァイオリン協奏曲（独奏：コンサートマスターのフェルディナント・ヘルマン）、コダーイの「孔雀変奏曲」などがある。
先述した体調不良により、1939年のキャンセル数の多さは聴衆に不満を与えたと言われる。テレフンケン録音でこの年だけ録音がないのは、体調不良による。有名なマーラーの交響曲第4番の演奏録音（独唱：ヨー・フィンセント）は、久しぶりに舞台に立ったときの録音で、舞台に現れたとき聴衆から野次が飛ぶほどこの年はキャンセルが多かった。しかし、いざ舞台に上がると、そうした弱さを微塵も感じさせない演奏を聞かせ、聴衆をうならせた。
門下にはただ一人、フランスのチェリスト四天王の一人とも称されるモーリス・ジャンドロンがいる。もともとはジャンドロンが私淑していたようであるが、後にメンゲルベルクに指揮法を教わっている。

## エピソード
- メンゲルベルクは無類のおしゃべり好きとしても知られており、リハーサルの開始前に延々30分以上の「演説」を行うこともしばしばだった。ある時、ベルリン・フィルハーモニー管弦楽団（あるいはウィーン・フィルハーモニー管弦楽団という説もある）がコンセルトヘボウのパート譜を使用してメンゲルベルクの指揮でベートーヴェンの交響曲第5番を演奏したとき、パート譜に「ここでジプシーの話がはじまる」と記されていた。いざ、メンゲルベルクとのリハーサルに臨んだところ、メンゲルベルクは本当に書き込みのあった箇所でジプシーの話を始めたという。